# Łasick
Łasick (biał. Ласіцк; ros. Ласицк) – wieś na Białorusi, w obwodzie brzeskim, w rejonie pińskim, w sielsowiecie Łasick, nad Styrem i przy granicy Rezerwatu Krajobrazowego Prostyr.
W dwudziestoleciu międzywojennym leżał w Polsce, w województwie poleskim, w powiecie pińskim, w gminie Wiczówka. Po II wojnie światowej w granicach Związku Sowieckiego. Od 1991 w niepodległej Białorusi.
W miejscowości znajduje się cmentarz prawosławny z zabytkową XIX-wieczną drewnianą kaplicą pw. Narodzenia Matki Bożej.